# فريدريك فريلينغايسن
فريدريك فريلينغايسن (بالإنجليزية: Frederick Frelinghuysen)‏ هو طيار وشخصية أعمال أمريكي، ولد في 30 سبتمبر 1848 في نيوآرك في الولايات المتحدة، وتوفي في 1924 في نيويورك في الولايات المتحدة.